# Camilla Faà di Bruno
Camilla Faà di Bruno, anche Camilla da Casale, anche Camilla Faà Gonzaga (Casale Monferrato, 1599 – Ferrara, 14 luglio 1662), è stata una nobile italiana.

## Biografia
Fu sposata con una cerimonia segreta a Ferdinando Gonzaga duca di Mantova e di Monferrato. Il matrimonio fu dichiarato nullo e Camilla fu costretta a diventare suora: il breve libro di Memorie, di sole sedici pagine, che scrisse nel 1622 per volere della Madre Superiora è stato descritto come la prima autobiografia in prosa scritta da una donna italiana. La sua storia fu oggetto del dramma storico Camilla Faa da Casale di Paolo Giacometti, rappresentato per la prima volta al Teatro Nuovo di Firenze il 29 ottobre 1846.

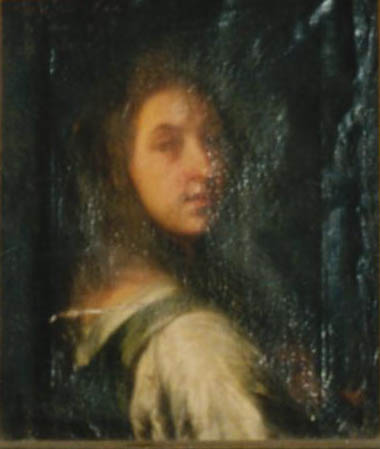
Ipotetico ritratto di Camilla Faà a sedici anni, Galleria del Castello di Bruno